# Near to the Wild Heart of Life
Near to the Wild Heart of Life är den kanadensiska duon Japandroids tredje studioalbum. Skivan släpptes 27 januari 2017.

## Låtlista
Alla låtar är skrivna och komponerade av Japandroids. 
| Nr           | Titel                                  | Längd |
| ------------ | -------------------------------------- | ----- |
| 1.           | Near to the Wild Heart of Life         | 4:57  |
| 2.           | North East South West                  | 4:21  |
| 3.           | True Love and a Free Life of Free Will | 4:27  |
| 4.           | I'm Sorry (For Not Finding You Sooner) | 2:29  |
| 5.           | Arc of Bar                             | 7:25  |
| 6.           | Midnight to Morning                    | 4:44  |
| 7.           | No Known Drink or Drug                 | 3:12  |
| 8.           | In a Body Like a Grave                 | 5:14  |
| Total längd: | Total längd:                           | 36:49 |